# Небельское муниципальное образование (Киренский район)
Небельское муниципальное образование — муниципальное образование со статусом сельского поселения в
Киренском районе Иркутской области России. Административный центр — посёлок Небель.
С юго-востока граничит с одноимённым Небельским муниципальным образованием Казачинско-Ленского района Иркутской области.

## Демография
По результатам Всероссийской переписи населения 2010 года
численность населения муниципального образования составила 138 человек, в том числе 71 мужчина и 67 женщин.

## Населённые пункты
В состав муниципального образования входят населённые пункты
- посёлок Небель[2]